# 東亞李氏長小蠹
東亞李氏長小蠹（学名：Platypus lewisi）为長小蠹蟲科長小蠹屬下的一个种。